# Cymbidium mannii
Cymbidium mannii је врста орхидеја из рода Cymbidium и породице Orchidaceae. Природно станиште је Хималаји, Кина и Индо-Кина. Нису наведене подврсте у Catalogue of Life.

## External links
- Медији везани за чланак Cymbidium mannii на Викимедијиној остави